# Klaus Stimeder
Klaus Josef Stimeder (Künstlername JM Stim; * 17. März 1975 in Schärding/Inn) ist ein österreichischer Autor und ehemaliger Journalist, der in Los Angeles lebt. In Österreich und Deutschland wurde der ehemalige Außenpolitikreporter als Gründer und Herausgeber des Monatsmagazins Datum sowie als Mitverfasser der Biografie „Trotzdem. Die Oscar Bronner Story“ bekannt. Stimeder studierte Internationale Entwicklung und Migration an der University of California Los Angeles, wo er Phi Beta Kappa abschloss. Er besitzt außerdem einen Master-Abschluss in Migrationsforschung von der University of Oxford.

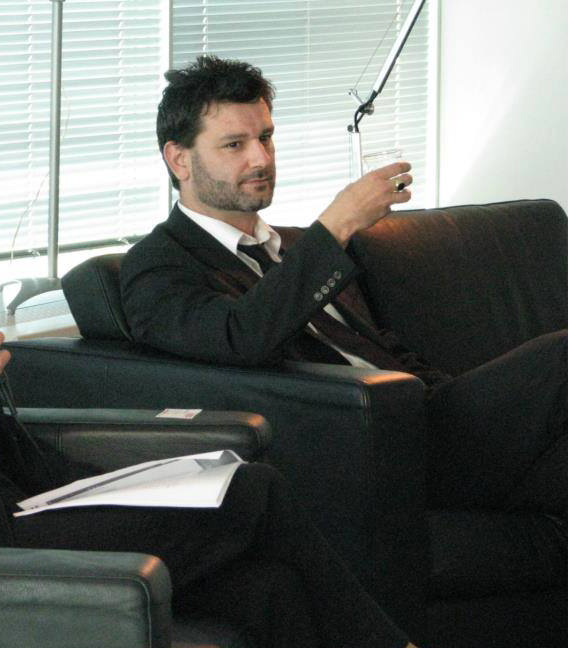
Klaus Stimeder in Toronto 2012

## Jugend und Journalismus
Klaus Stimeder wuchs im oberösterreichischen Grenzdorf Obernberg am Inn in kleinbürgerlichen Verhältnissen auf. Von klein auf übte sein in Salzburg lebender Onkel mütterlicherseits großen Einfluss auf ihn aus, der Lehrer und Hobbyschriftsteller Franz Martin, den er als Teenager regelmäßig besuchte. In Martins damaligen Wohnungen (er lebte unter anderem im Schloss Freisaal) verkehrten seit dessen Studienzeit in den frühen Siebzigern zahlreiche zeitgenössische Künstler und Schriftsteller, deren Werke und Lebensstile Stimeder nachhaltig beeindruckten (u. a. HC Artmann, für dessen Lesungen Martin seit Ende der Sechzigerjahre die musikalische Untermalung lieferte, Thomas Bernhard, Peter Handke, Lucas Suppin sowie die Malerin Kiki Kogelnik).
Nach der Matura und den Studien der Geschichte, Politikwissenschaften und Amerikanistik an der Universität Wien begann Klaus Stimeder seine journalistische Karriere im Außenpolitikressort der 1998 gegründeten Wochenzeitschrift Format, wo er sich vor allem der Kriegs- und Krisenberichterstattung widmete.
Ende 1999 kündigte er bei Format und zog in die USA, wo er zunächst für die New Yorker Staatszeitung und schließlich als freier Journalist arbeitete. Nach dem Vorbild des „Code of Ethics“ der New York Times, die er in seiner Zeit in New York kennengelernt hatte, verfasste er später die ersten verschriftlichen redaktionellen Richtlinien für ein Medium in Österreich.
Nachdem er Ende 2000 nach Wien zurückgekehrt war, begann er bei der Stadtzeitung Falter im Ressort „Stadtleben“ zu schreiben. Zugleich arbeitete er – immer wieder unterbrochen durch Aufenthalte in Kriegs- und Krisengebieten (zwischen 1998 und 2003 unter anderem Kosovo, Afghanistan, Israel, Nordirland und Irak) – als Online-Redakteur mit den
wechselnden Schwerpunkten Außenpolitik, Kultur und schließlich Panorama bei derstandard.at, der Website der Wiener Tageszeitung Der Standard, sowie als Autor für Magazine und Zeitungen im deutschsprachigen Raum.
Ende 2002 kehrte Stimeder nach einem Intermezzo in Berlin als Mitarbeiter im Lokalressort des Tagesspiegels zu Format zurück, verließ das Blatt aber nach einem Jahr wieder. Im Anschluss arbeitete er ein Jahr als Sportredakteur beim Standard, bei dem er sich vor allem der Fußballberichterstattung widmete.

## Mediengründer und Verleger
Ende 2003 gründete er noch während seines „Standard“-Engagements gemeinsam mit dem Finanzberater Johannes Weyringer in Wien das Monatsmagazin Datum – Seiten der Zeit, dessen Nullnummer im Mai 2004 präsentiert wurde. Ziel von Datum war es, langfristig zum österreichischen Äquivalent von Zeitschriften wie dem „New Yorker“ und Die Zeit, Hamburg, zu werden.
Als Herausgeber und Chefredakteur (2003–2009) konnte Stimeder den Künstler Günter Brus und den Philosophen Franz Schuh als Kolumnisten gewinnen. Unter Stimeders Leitung erhielt Datum mehrere österreichische und ausländische Preise. Im September 2005 bezeichnete Tyler Brûlé in der Financial Times das Magazin Datum als „International best news magazine“.
Seit 2000 tritt Stimeder als Gastlektor an Universitäten und Hochschulen auf,  u. a. an der Fachhochschule Wien, Studiengang Journalismus, am German Department der Northwestern University, dem Deutschen Haus an der New York University, der University of Minnesota, der Universität Ottawa und dem Connecticut Council of Language Teachers.
Für seine Arbeit mit jungen Journalisten wurde er vom Branchenblatt Der österreichische Journalist als Leiter der „besten Journalistenschule Österreichs“ bezeichnet.
2007 ko-initiierte er eine Literaturveranstaltungsreihe im Wiener Rabenhof-Theater, im Rahmen derer Autoren wie Chuck Palahniuk, Ian Rankin, Robert Menasse, Sven Regener, Juli Zeh, und Manuel Andrack auftraten.
2008 veröffentlichte er gemeinsam mit Eva Weissenberger die Biografie „Trotzdem. Die Oscar Bronner Story“ (Ueberreuter), die Geschichte des Gründers der Magazine trend und profil, der Tageszeitung „Der Standard“ sowie des Online-Portals „derstandard.at“. „Trotzdem“ wurde von der Kritik positiv aufgenommen, beim Verkauf blieb das Buch aber hinter den Erwartungen zurück. Das Buch ist mittlerweile in englischer Übersetzung erschienen: „Despite Everything. The Oscar Bronner Story“ wurde im Mai 2013 in New York bei einer Podiumsdiskussion mit dem Autor, Oscar Bronner, John R. MacArthur und Ex-Wiener Frederic Morton vorgestellt.

## Auslandskorrespondent und Autor
Im Zuge der Datum-Expansion nach Deutschland, wo die Zeitschrift seit Sommer 2009 an großen Verkaufsstellen wie Flughäfen und Bahnhöfen erhältlich ist, übersiedelte Stimeder von Wien nach Berlin. Neben seiner Tätigkeit für Datum trat er dort als Gastgeber der von ihm ins Leben gerufenen Veranstaltungsreihe „Salon A“ in Erscheinung, des „Österreichischen Kultursalons in Berlin“.
Im Sommer 2010 verkaufte Stimeder seine Anteile an Datum an Johannes Weyringer und wanderte in die USA aus, wo er seitdem unter dem Namen Joseph Martin Stim als freier Journalist und Autor lebt.

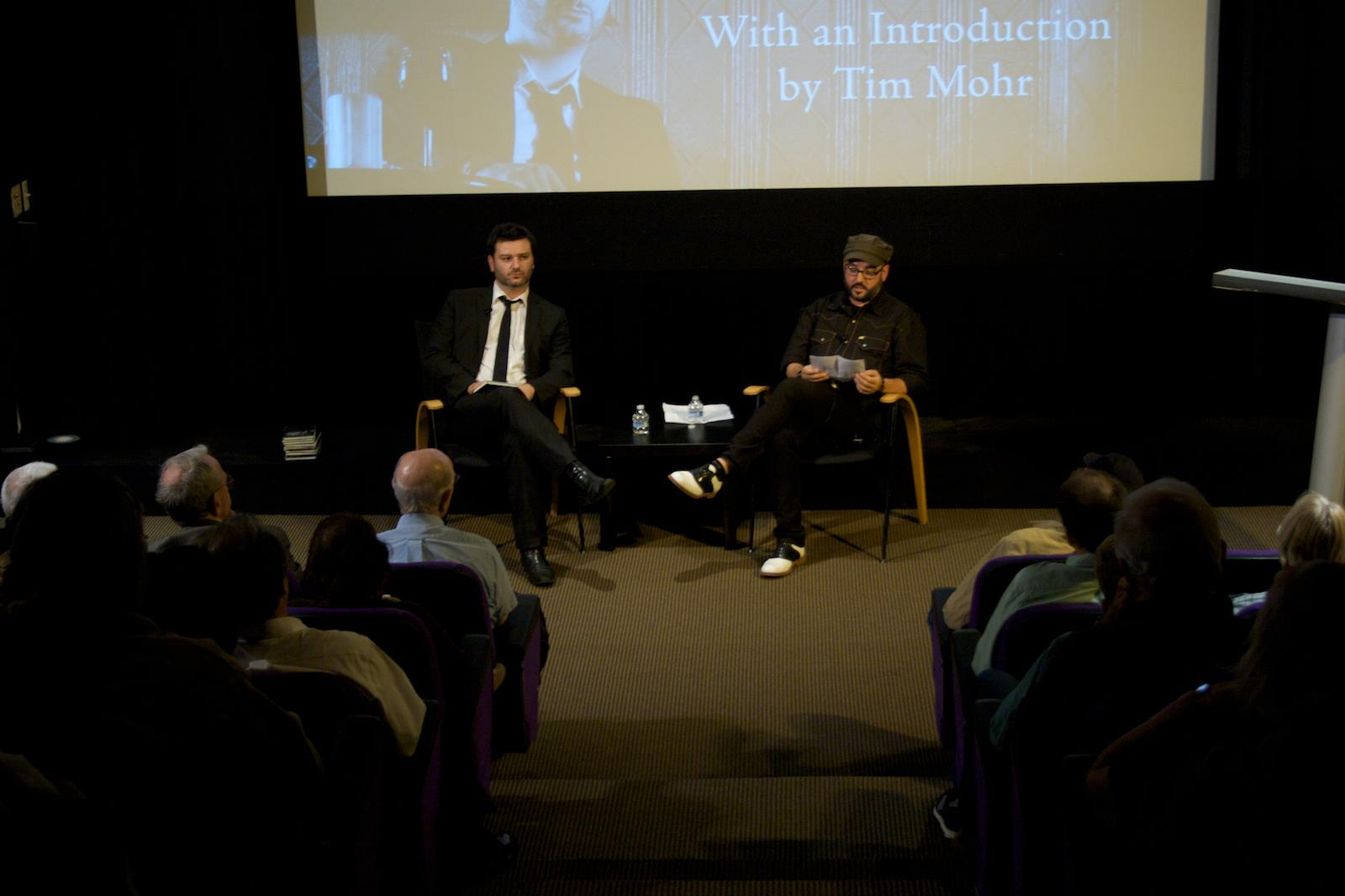
Klaus Stimeder (links) bei einer Lesung von „Hier ist Berlin“ in Washington, D.C. im Oktober 2012 (mit Tim Mohr)

Sein 2011 veröffentlichtes Buch „Hier ist Berlin“, ein Essay über die deutsche Hauptstadt, wurde in Englisch, Französisch, Portugiesisch und Spanisch übersetzt und führte ihn auf eine Lesereise durch die USA, Kanada Deutschland, Österreich und Spanien.
2015 veröffentlichte er den Band „Stories 1995–2015“, eine Auswahl seiner journalistischen Arbeiten aus den vergangenen 20 Jahren. Das Vorwort schrieb Michael Frank, die Titel-Illustration stammt von Nicolas Mahler.
Im Jahr 2021 veröffentlichte er den Kriminalroman „Malta Transfer“, der auf der Mittelmeerinsel Malta vor dem Hintergrund der europäischen Flüchtlingskrise 2015 spielt.
Zwischen 2010 und 2021 arbeitete Stimeder als US-Korrespondent der Wiener Zeitung, die damals älteste noch erscheinende Zeitung der Welt. Im März 2022 überquerte er zu Fuß die polnisch-ukrainische Grenze, um über die russische Invasion in der Ukraine im Jahr 2022 zu berichten. Bis Mitte 2024 berichtete er unter anderem für die Tageszeitung Der Standard aus Odessa und der Südwest-Ukraine.
Im Juli 2024 gab Stimeder im Standard das Ende seiner journalistischen Karriere bekannt.

## Veröffentlichungen
- Stories 1995-2015, redelsteiner dahimene edition, Vienna 2015, ISBN 978-3-9503359-8-9
- Hier ist Berlin, Rokko’s Adventures, Wien 2012, ISBN 3-200-02476-3
- Trotzdem. Die Oscar-Bronner-Story (mit Eva Weissenberger), Ueberreuter, Wien, 2008, ISBN 3-8000-3888-9 (in der Auflage 2013 bei rde verwendete er seinen Künstlernamen JM Stim)
- The Original Kings Of Comedy, in: Andreas Ungerböck und Gunnar Landsgesell (Hrsg.): Spike Lee. Bertz + Fischer, Wien, 2006, ISBN 3-929470-87-X
- Pushing an elephant up the stairs, in: Christl, Reinhard: Wie werde ich Journalist/in? Wege in den Traumberuf, LIT, Wien, 2007, ISBN 3-8258-0466-6